# La Hiniesta
La Hiniesta es un municipio y localidad española de la provincia de Zamora, en la comunidad autónoma de Castilla y León.
El municipio, situado en la comarca de la Tierra del Pan, cuenta con una superficie de 33,10 km² y, según datos del padrón municipal 2019 del INE, cuenta con una población de 316 habitantes. El casco urbano se encuentra situado a escasos 8 km de Zamora, la capital provincial. De su caserío destaca la iglesia de Santa María la Real, declarada monumento histórico-artístico por decreto de 2 de marzo de 1944.

## Historia
La Hiniesta habría sido fundada en el siglo XII, dentro del proceso repoblador emprendido por los reyes leoneses en la zona. No obstante, su mayor apogeo lo vivió una centuria después. Así, la iglesia, se habría erigido tras la milagrosa aparición de la Virgen al rey Sancho IV cuando estaba cazando por tierras zamoranas, hecho por el cual este monarca eximió en 1290 de pagar impuestos a los pobladores de la localidad.  El monarca, tras ir a recoger una perdiz que había sido abatida por su halcón, se encontró entre la retama o hiniesta una pequeña imagen de la Virgen. Trasladada la imagen a la iglesia de San Antolín, el rey dispuso que se construyera un templo en el lugar de su aparición y que en sus alrededores se creara un población.
El Cabildo de la Catedral ejerció un amplio dominio como principal propietario rústico sobre este lugar, cuyo término actual comprende los despoblados de Palomares, Toral y Valduercos. En el siglo XV se documenta la iglesia de San Martín, pero la devoción a la Virgen de la Hiniesta se hallaba muy extendida por la provincia, y la fábrica de su iglesia gozaba de un importante patrimonio rústico.
Finalmente, al crearse las actuales provincias en la división provincial de 1833, La Hiniesta quedó encuadrado en la provincia de Zamora, dentro de la Región Leonesa.

## Geografía humana

### Demografía
Cuenta con una población de 307 habitantes (INE 2024).
| Gráfica de evolución demográfica de La Hiniesta entre 1842 y 2021 |
| |
| Población de derecho según los censos de población del INE Población de hecho según los censos de población del INEEntre el censo de 1857 y el anterior, crece el término del municipio porque incorpora a 49178 (Roales) Entre el censo de 1930 y el anterior, disminuye el término del municipio porque independiza a 49178 (Roales) |

### Transportes
Atraviesa el término municipal la carretera provincial ZA-P-1405 que lo une con los vecinos términos de Palacios del Pan y Manzanal del Barco en dirección norte, atravesando la presa de Ricobayo y que permite acceder a Zamora en dirección sur. Desde la localidad se puede acceder además a través de una carretera local a Roales del Pan y enlazar con la carretera nacional N-630 que une Gijón con Sevilla así como a la autovía Ruta de la Plata, de igual recorrido que la anterior y que constituye el principal eje de transportes del oeste del país.  
En cuanto al transporte público se refiere, tras el cierre del Ferrocarril Ruta de la Plata, que pasaba por el vecino término de Roales y tenía parada en el mismo, no existen servicios de tren en el municipio ni en los vecinos, ni tampoco línea regular con servicio de autobús, siendo las estaciones más cercanas las de Zamora capital. Por otro lado el aeropuerto de Salamanca es el más cercano, estando a unos 97 km de distancia.

## Patrimonio

### La iglesia
Como consecuencia del mandato regio se edificó la iglesia de la Hiniesta o de Santa María La Real. Actualmente es una de las escasas, pero importantes, muestras del gótico de la provincia. Su obra fue dirigida por el maestro cantero Pedro Vázquez, a base de sillares bien labrados.
Consta de una sola nave de cinco tramos, con cabecera rectangular y una sacristía barroca en cuya parte alta se encuentra el camarín donde se venera la imagen de la Virgen. Del conjunto monumental, destaca sobremanera la portada y el atrio meridional que la confiere la categoría de obra maestra, cubierto con un gran portal del tiempo de los Reyes Católicos.
La puerta es de arco rebajado. Sobre ella, el tímpano de arco apuntado, cobijado por cuatro arquivoltas. Este se divide en dos zonas. En la inferior se muestran escenas de la infancia de Cristo, a la izquierda de los Reyes Magos despidiéndose de Herodes y en la derecha la adoración del Niño. En la parte superior aparece Cristo Juez sentado en su trono y a sus lados la Virgen y San Juan con dos ángeles.
En el interior de la iglesia se conservan tres estatuas de piedra de buena calidad artística: la Virgen embarazada, el arcángel San Gabriel y otra Virgen con el Niño Jesús en sus brazos. También hay que destacar las pinturas murales que se encuentran detrás del retablo mayor, representando escenas del Antiguo y Nuevo Testamento, y que han sido ubicadas en la corriente gótica francesa.

## Romería
La Romería de La Hiniesta tiene lugar cada lunes de Pentecostés. Su acto central consiste en el traslado de la Virgen de La Concha, desde la capital zamorana, hasta la iglesia de La Hiniesta para visitar a su prima, la Virgen de La Hiniesta. En ese día, tanto Zamora como La Hiniesta recuerdan el hecho histórico de que la imagen de la Virgen de la Hiniesta estuvo alojada en Zamora hasta que terminaron las obras del templo de la localidad, Santa María La Real, y a cuya conclusión fue acompañada en procesión por la patrona de la capital, la Virgen de La Concha, que desde entonces cada año hace una visita a la Virgen de la Hiniesta, acompañada de muchos fieles.